# Bahnhof Bremen-Neustadt
Der Bahnhof Bremen-Neustadt ist ein Bahnhof im Bremer Stadtteil Neustadt. Er ist ein Trennungsbahnhof, in dem von der Bahnstrecke Oldenburg–Bremen die Strecke nach Bremen-Grolland abzweigt. Er wird von der DB InfraGO betrieben.

## Geschichte
Bremen errichtete den Bahnhof Bremen-Neustadt auf eigene Kosten als Teil des auf Bremer Gebiet liegenden Abschnitts der Bahnstrecke Oldenburg–Bremen. Die Großherzoglich Oldenburgischen Staatseisenbahnen eröffneten den Zwischenbahnhof zusammen mit der Strecke offiziell am 14. Juli 1867 und nahmen den Betrieb am 15. Juli 1867 auf. Das 1867 errichtete Empfangsgebäude war im Stil der Neugotik mit Spitzbogenfenstern, Gesimsen, Fialen, Ornamenten, einem giebelständigen Mittelrisaliten und Eckrisaliten ausgeführt. Der Sicherheitshafen wurde mit einem Gleisanschluss an den Bahnhof angeschlossen.
Bremen-Neustadt war Zollgrenzbahnhof zwischen der Freien Hansestadt Bremen und dem Großherzogtum Oldenburg.
Der Bahnhof lag zwischen der Brücke über die Weser im Norden und der Brücke über den Sicherheitshafen – einer Gitterträger-Konstruktion mit Drehbrückenteil – im Süden. Auch die ab 1897 errichtete Gasanstalt Woltershausen erhielt einen Gleisanschluss. Nachdem der südöstliche Teil des Sicherheitshafens, der von den Gleisen überquert wurde, 1900 zugeschüttet wurde, wurde der Bahnhof weiter Richtung Süden ausgedehnt. Am 18. Oktober 1906 wurde der ausschließlich durch die Großherzoglich Oldenburgischen Staatseisenbahnen bediente oldenburgische Güterbahnhof Bremen-Neustadt eröffnet. Im Bahnhof bestand ebenfalls die Ladestelle Hohentorshafen.

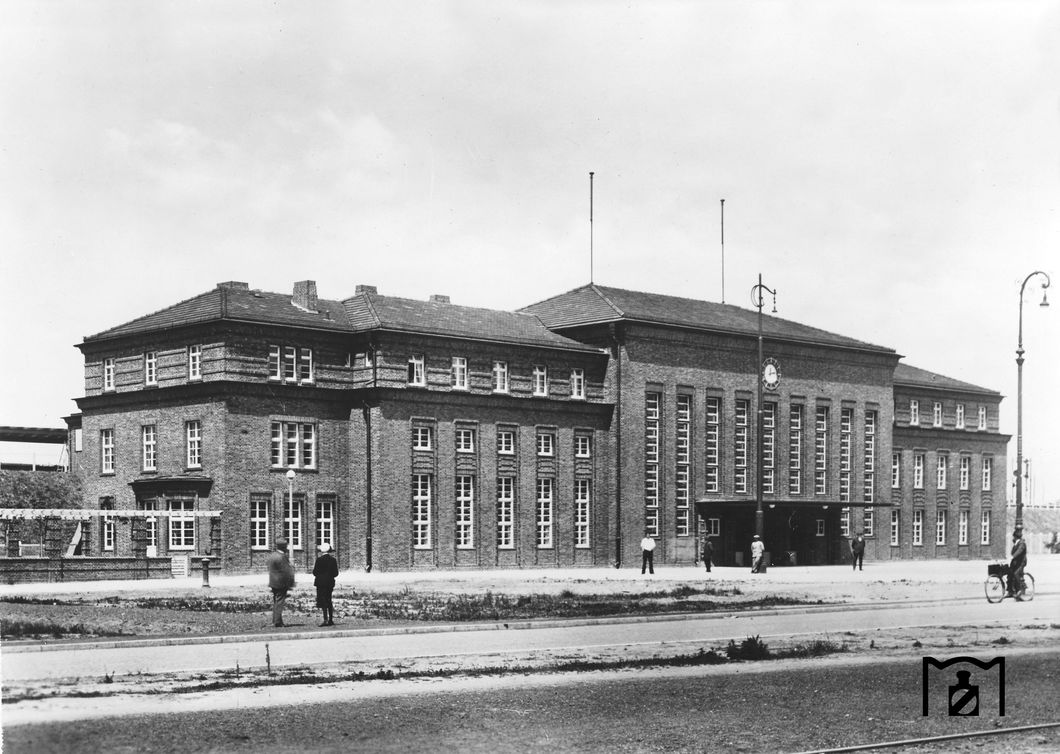
Neues Empfangsgebäude

Um 1930 wurde das Empfangsgebäude von 1867 durch ein etwa 300 Meter weiter südlich liegendes aus Backstein ersetzt. Dieses sollte der Bedeutung der nahen Focke-Wulf-Flugzeugwerke gerecht werden.
Im Bahnhof waren drei mechanische Stellwerke in Betrieb. Die letzten beiden, das Fahrdienstleiterstellwerk Bnf am Südkopf und das Wärterstellwerk Bnw am Nordkopf, wurden am 13. September 1999 außer Betrieb genommen und am Folgetag durch eine Fernstellung durch das elektronische Stellwerk Bremen-Walle ersetzt, das aus der Betriebszentrale Hannover ferngesteuert wird. Die beiden Stellwerksgebäude wurden um 2006 abgerissen.
In den 1950er und 1960er Jahren war der Modell-Eisenbahn-Club Bremen in Räumlichkeiten des Bahnhofs aktiv.
Ende der 1990er Jahre verkaufte die Deutsche Bahn das Empfangsgebäude an die Immobiliengesellschaft Patron Capital, die es im Januar 2016 an zwei Investoren weiterveräußerte, die eine Gebäudesanierung, eine Vermietung der Wohnungen und die Vermietung von weiten Teilen an einen Großgastronomen planten.

## Verkehr
Der Bahnhof Bremen-Neustadt wird durch die NordWestBahn von den Linien RS 3 und RS 4 der Regio-S-Bahn Bremen/Niedersachsen sowie RB 58 (Bremen Hbf–Osnabrück Hbf) bedient.
| Linie | Verlauf | Takt   | Betreiber    |
| ----- | --- | ------ | ------------ |
| RS 3  | Bremen Hbf – Bremen-Neustadt – Heidkrug – Delmenhorst – Hoykenkamp – Schierbrok – Bookholzberg – Hude – Wüsting – Oldenburg (Oldb) Hbf (– Oldenburg-Wechloy – Bad Zwischenahn) (einzelne Züge in Tagesrandlage) Stand: Fahrplanwechsel Dezember 2023 | 60 min | NordWestBahn |
| RS 4  | Bremen Hbf – Bremen-Neustadt – Heidkrug – Delmenhorst – Hoykenkamp – Schierbrok – Bookholzberg – Hude – Berne – Elsfleth – Kirchhammelwarden – Brake (Unterweser) – Rodenkirchen (Oldb) – Kleinensiel – Nordenham Stand: Fahrplanwechsel Dezember 2023                                                                                                   | 60 min | NordWestBahn |
| RB 58 | Bremen Hbf – Bremen-Neustadt – Delmenhorst – Ganderkesee – Brettorf – Wildeshausen – Rechterfeld – Goldenstedt (Oldb) – Lutten – Vechta – Lohne (Oldb) – Mühlen (Oldb) – Steinfeld (Oldb) – Holdorf (Oldb) – Neuenkirchen (Oldb) – Rieste – Hesepe – Bramsche – Achmer – Halen – Osnabrück Altstadt – Osnabrück Hbf Stand: Fahrplanwechsel Dezember 2023 | 60 min | NordWestBahn |

2016 nutzten etwa 320 Fahrgäste täglich den Bahnhof.
In Bremen-Neustadt endeten ehemals die Personenzüge der Bremen-Thedinghauser Eisenbahn.